# Honda Rebel 250

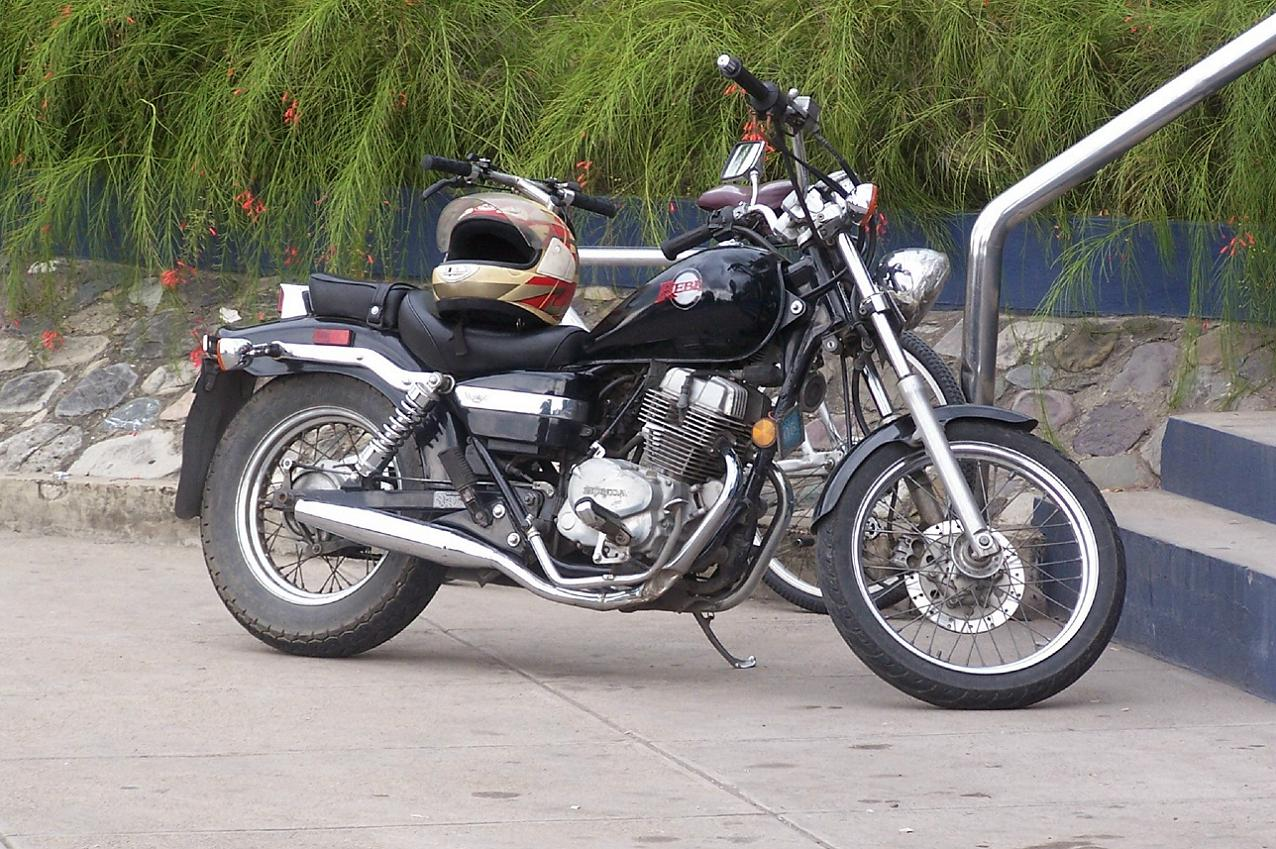
Honda CMX250C (MC13)

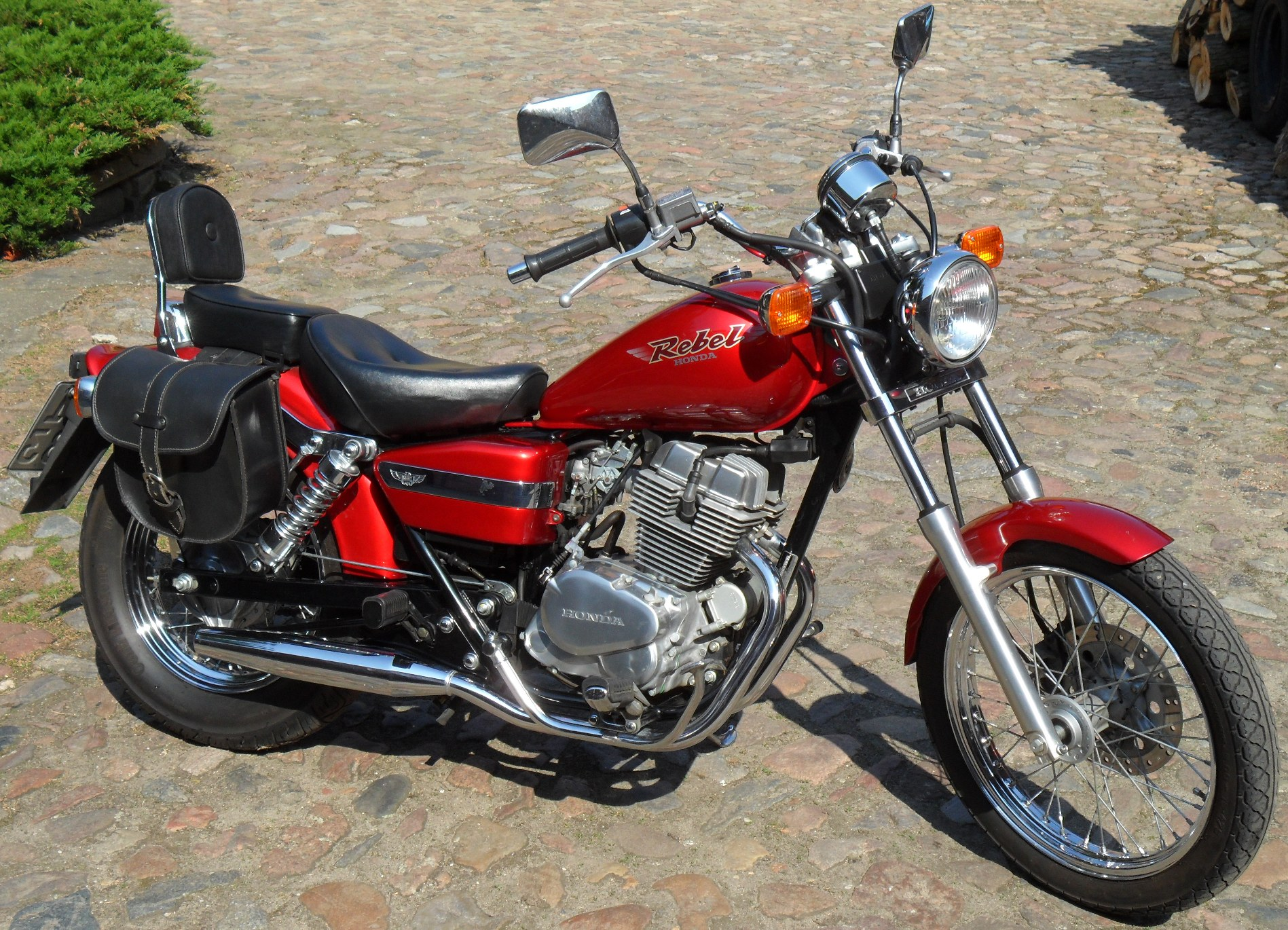
Honda Rebel 250 (MC32)

Die Rebel 250  ist ein Motorrad des Herstellers Honda. Das Motorrad wurde von einem luftgekühlten 2-Zylinder-Motor in verschiedenen Ausbaustufen angetrieben. Es wurde in bislang in drei verschiedenen Varianten hergestellt:
- 1982–1986: CM250C (MC06, 1982–1986) war die erste Variante mit 18 PS aus 233 cm³
- 1985–1996: CMX250 Rebel (MC13) hat den gleichen Motor wie die CB250 Nighthawk. Das Motorrad mit damals noch 27 PS aus 234 cm³ galt als leistungsstarkes Bike in der 250er-Klasse. Das Motorrad wird häufig bei MSF-zertifizierten Fahrertrainings verwendet. Dieses Modell war später auch in der Motorisierung mit 18 PS erhältlich.
- 1996–2001: CMX250 Rebel (MC32) war die letzte Variante mit 18 PS aus 234 cm³ und bis auf den Motor baugleich mit der Honda Rebel 125.